# 垂子买麻藤
垂子买麻藤（学名：Gnetum pendulum）为买麻藤科买麻藤属下的一个种。

## 扩展阅读
維基物種上的相關：垂子买麻藤